# Абу Джа'фар Ахмад
Абу Джа'фар Ахмад ібн Абд аль-Малік ібн Худ (араб. أبو جعفر أحمد بن عبد الملك بن هود; д/н — 5 лютого 1146 — емір Сарагоської тайфи в 1130—1131 роках, емір Гранадської і Валенсійської тайф в 1145—1146 роках. Мав прізвисько аль-Мустансир («Той, хто шукає Божу допомогу») та почесне ім'я Сайф аль-Даула («Меч Держави»). В християнських державах відомий як Сафадола.

## Життєпис
Походив з династії Худидів. Син Абд аль-Маліка Імада, еміра Сарагоської тайфи. Невдовзі після сходження того на трон 1110 року тайфу було захоплено Альморавідами. Абу Джа'фар Ахмад разом з батьком втік до Руеди, володіння навколо якої становили рештки Сарагоської тайфи. Тут отримали допомогу від Альфонсо I, короля Арагону.
1130 року після смерті батька оголосив себе еміром тайфи як Ахмад III. 1131 року визнав зверхність Альфонсо VII, короля Кастилії і Леону. Віддав останньому свої землі натомість отримав володіння в Толедському королівстві та доручення охороняти південні кордони. 1134 року брав участь у війні проти Арагону. 1135 року був присутнім на коронаці Альфонсо VII імператором всієї Іспанії, що відбулася в м. Леон. У 1138 році звитяжив під час нової кампанії проти Альморавідів.
1144 року відзначився під час захоплення Кордови і Хаєну. 1145 році захопив Гранаду, поваливши Ібн Аджа, де оголосив себе еміром. Невдовзі внаслідок повстання в Валенсії владу захопив каді Абу'л Малік Марван, який визнав владу Абу Джа'фар Ахмада. Останній призначив Марвана валі Валенсії. Слідом за цим було захоплено Мурсію. Але того ж року внаслідок повстання вояків в Валенсії Марвана було вбито. Абу Джа'фар Ахмад призначив валі Валенсії командуючого своїм військом Абдаллах ібн Мухаммада ібн Марданіса. Проте 1146 року у битві біля Альбасете (відома також як битва при Шінхілі) зазнав поразки й загинув разом з ібн Марданісом. Гранаду невдовзі захопили Альмохади, в Валенсії і Мурсії отаборився небіж Абдаллаха ібн Мухаммада — Мухаммад.